# Viktor Jasper
Viktor Jasper (* 30. März 1848 in Wien; † 10. Oktober 1931 ebenda) war ein österreichischer Maler, Kupferstecher und Restaurator.

## Familiärer Hintergrund
Jasper entstammte einer Familie, die im 18. Jahrhundert auf Rügen ansässig war. Sein Vorfahr Johann Joachim Jasper war ein angesehener Perückenmacher. Dieser war zweimal verheiratet und hatte elf Kinder. Der Älteste Sohn Johann Friedrich Jasper (1768–1835), wurde Gastwirt. Er hatte zwei Söhne, die ebenfalls Buchhändler wurden, Ernst Friedrich (II.) Moritz Jasper (10. November 1805 – 1849) und Ludwig Jasper, der Viktor Jaspers Vater. Der zweitälteste Sohn Johann Christoph Jasper (1775–1847) erlernte den Beruf des Buchhändlers und übernahm die Weygandsche Buchhandlung in Leipzig. Er war der Vater der Schriftstellerin Elise Last. Ein weiterer Sohn Christian Georg Jasper (1780–1846) folgte seinem Beispiel und gründete die Jaspersche Buchhandlung in Wien. Ludwig Jasper war zunächst Teilhaber der Buchhandlung, gründete aber bald eine Maschinenfabrik in Prag, die er später unter dem Namen Firma „Jasper & Stuchly“. Das Unternehmen eröffnete auch in Wien eine Filiale, die er bis zu seinem Tod leitete. Jasper heiratete Antonia Andrassek.

## Leben
Jasper war ein Sohn des Buchdruckers und Maschinenbauers Ludwig Jasper (1810–1859) und hatte mit dem Tod des Vaters beide Elternteile verloren. Er begann eine Ausbildung in der Eisengießerei Bierent und war zeitweise als Buchhändler tätig. In den Jahren 1863 bis 1864 war er ein Schüler des Bildhauers Franz Bauer und ließ sich 1873 bis 1874 an der Wiener Akademie der Bildenden Künste von Anselm Feuerbach in der Malerei ausbilden. Von 1865 bis 1880 war er zudem ein Schüler des Kupferstechers Louis Jacoby. Anfangs fertigte er Stiche für archäologische Zeitschriften, Titelvignetten und Reproduktionen nach Bildnissen alter Meister. Für einen dieser Stiche nahm er sich den sogenannten „Holbeintisch“ in der Zürcher Stadtbibliothek zum Vorbild. Weitere Stiche waren unter anderem die Bildnisse Kaiser Maximilian I. nach Albrecht Dürer, und der heilige Sebastian nach Andrea Mantegna in der Wiener Belvederegalerie. Von 1882 bis 1896 war Jasper Mitglied der Gesellschaft bildender Künstler Wiens.
Jasper erlernte 1887 bei Karl Schellein die Kunst des Restaurierens von Gemälden und arbeitete anschließend unter August Schaeffer von Wienwald als Restaurator in der Restaurieranstalt des Hofmuseums. In den Jahren 1888 bis 1910 war Jasper Lehrer an der Graphischen Lehr- und Versuchsanstalt in Wien. Seine Hauptwerke sind der Stich nach Dürers Allerheiligenbild (1885 vollendet) und der Stich nach Morettos hl. Justina (beide im Belvedere zu Wien).
Jasper war bekannt für seine mit größter Feinheit äußerst lebensvoll durchgeführten Porträtstiche, unter anderem von Eduard von Bauernfeld, Hugo Bürkner, Franz Defregger, Albrecht Dürer, Anselm Feuerbach, Joseph von Führich, Carl Kundmann, Carl Heinrich Rahl, Ludwig Richter, Viktor Tilgner, Eduard Willmann, Caspar von Zumbusch und weiteren.

## Werke (Auswahl)
Kupferstiche

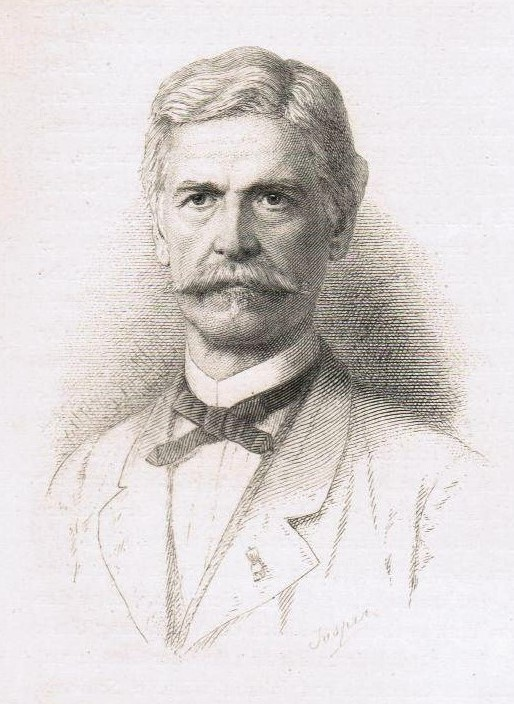
Kupferstecher Eduard Willmann

- Das Altarsgeheimnis nach Albrecht Dürer
- Der Heilige Sebastian nach Andrea Mantegna
- Der Gang Mariens über das Gebirge nach Joseph von Führich
- Heilige Justina nach Alessandro Moretto
- Bildnis einer alten Frau nach Ferdinand Georg Waldmüller
- Moritz Thausing: Dürer: Geschichte seines Lebens und seiner Kunst. Leipzig 1876, doi:10.11588/diglit.4925 (Titelvignette, digi.ub.uni-heidelberg.de).

Gemälde/Zeichnungen
- Klostertal bei Gutenstein (Malkarton)
- Rodauner Au (Holz)
- Kirche in Perchtoldsdorf (Malkartin)[6]
- mehrere Zeichnungen des Hohlbeintisches
- Aufnahmen und Radierungen des figuralen Schmuckes im Schloss Stern bei Prag
- Kopf des Zeus von Dodona nach dem Bronzeoriginal im Wiener Antikenkabinett
- Bilder aus dem Wiener Wald (unterschiedliche Gemälde)
- Die heilige Dreifaltigkeit (Altarbild, Gnadenkirche Mariazell)

Schriften
- Aetzgrund und Aetzen auf Kupfer und Zink. In: Jahrbuch für Photographie und Reproduktionstechnik. 3. Jahrgang, Wilhelm Knapp, Halle an der Saale 1889, S. 33–34, doi:10.11588/diglit.44067.16.
- Das Reinigen von Oelgemälden. In: Jahrbuch für Photographie und Reproduktionstechnik. 8. Jahrgang, Wilhelm Knapp, Halle an der Saale 1894, S. 20–21, doi:10.11588/diglit.47903.12.

## Auszeichnungen (Auswahl)
- um 1896: Bürgerdiplom der Gemeinde Wien
- Goldenes Verdienstkreuz mit der Krone
- Silberne Jubiläums-Hof-Medaille[7]